# Balas & Bolinhos - O Último Capítulo
Balas & Bolinhos - O Último Capítulo é um filme português de comédia de 2012, escrito e realizado por Luís Ismael. Originalmente o último capítulo da trilogia Balas & Bolinhos, acabaria sucedido por um quarto filme, Balas & Bolinhos - Só Mais Uma Coisa.

## Sinopse
A vida é difícil para Kulatra, Rato e Bino. Mas tudo muda quando Tone, o homem do mundo, regressa a casa para tentar salvar o pai, que estás às portas da morte.

## Elenco
- Jorge Neto… Rato
- Luís Ismael… Tone
- J.D. Duarte… Kulatra
- João Pires… Bino
- Octávio de Matos ... Sr. Carvalho
- Fernando Rocha… Faísca
- Dakota Barros…barman
- Jason Ninh Cao… Jing Mai
- Pedro Carvalho… Mourito
- Paulo Costa… Boby
- Nuno Duarte… Tó Alicate
- Jaimão… Índio
- Francisco Menezes… Zeca
- Pedro Alves… tesoureiro
- João Seabra… polícia

## Banda sonora
- "De Manhã eu vou ao Pão" - Trabalhadores do Comércio
- "Eu gosto é de dar no cu!" - Jorge Neto
- "Pagar o próprio resgate" - Dogma
- "Superpiso" - Touro
- "De loucos, todos temos um pouco" - New Sketch
- "Good Horses" - Kongar-ol Ondar
- "Matadjem Yinmixan" - Tinariwen
- "Estupidamente Apaixonado" - Toy
- "Chama o António" - Toy
- "Too good to be true" - Egídia Souto
- "Nosferato" - Filipe Damião
- "Sexy cat" - Filipe Damião
- "Patchouly" - Grupo de Baile
- "De manhã eu bou ó pom (mas já tou farta)" - Trabalhadores do Comércio

## Receção

### Box office
Balas & Bolinhos - O Último Capítulo arrecadou quase €1.3 milhões e foi visto por mais de 250 000 pessoas em Portugal, tornando-se no sétimo filme português mais visto desde 2004.